# 大東内野テレビ中継局
大東内野テレビ中継局（だいとううちのテレビちゅうけいきょく）は、岩手県一関市の旧大東町域に置かれているテレビ中継局。

## 中継局概要

### デジタルテレビ放送
| リモコン 番号 | 放送局名               | チャンネル 番号 | 空中線 電力 | ERP   | 偏波面   | 放送対象地域 | 放送区域 内世帯数 | 運用開始日      |
| ------------- | ---------------------- | --------------- | ----------- | ----- | -------- | ------------ | ----------------- | --------------- |
| 1             | NHK 盛岡総合           | 26              | 300mW       | 1.1W  | 水平偏波 | 岩手県       | 約110世帯         | 2010年 11月30日 |
| 2             | NHK 盛岡教育           | 36              | 300mW       | 1.15W | 水平偏波 | 全国         | 約110世帯         | 2010年 11月30日 |
| 4             | TVI テレビ岩手         | 18              | 300mW       | 1.1W  | 水平偏波 | 岩手県       | 約110世帯         | 2010年 11月30日 |
| 5             | IAT 岩手朝日テレビ     | 22              | 300mW       | 1.1W  | 水平偏波 | 岩手県       | 約110世帯         | 2010年 11月30日 |
| 6             | IBC 岩手放送           | 16              | 300mW       | 1.1W  | 水平偏波 | 岩手県       | 約110世帯         | 2010年 11月30日 |
| 8             | mit 岩手めんこいテレビ | 20              | 300mW       | 1.1W  | 水平偏波 | 岩手県       | 約110世帯         | 2010年 11月30日 |

- 所在地： 一関市大東町大原[1]
- 放送区域： 一関市の一部[1]
- 2010年9月28日に予備免許が交付され[3][4]、11月上旬に試験電波を発射[4]。11月25日に本免許が交付され[2]、11月30日に本放送を開始した[2]。
- 当初、IAT以外の民放局には中継局開設予定がなく[5]、2009年9月30日にロードマップが修正された[6]後も、民放局の中継局は自力建設困難とされていた[7]が、国の「無線システム普及支援事業（デジタルテレビ中継局整備事業）」による補助金の交付対象となり[8]、開設されることになった。

### アナログテレビ放送
| チャンネル 番号 | 放送局名               | 空中線 電力       | ERP                 | 偏波面   | 放送対象地域 | 放送区域 内世帯数 | 運用開始日 |
| --------------- | ---------------------- | ----------------- | ------------------- | -------- | ------------ | ----------------- | ---------- |
| 38              | IAT 岩手朝日テレビ     | 映像1W/ 音声250mW | 映像3.9W/ 音声970mW | 水平偏波 | 岩手県       | -                 | -          |
| 40              | mit 岩手めんこいテレビ | 映像1W/ 音声250mW | 映像3.9W/ 音声970mW | 水平偏波 | 岩手県       | -                 | -          |
| 42              | TVI テレビ岩手         | 映像1W/ 音声250mW | 映像3.9W/ 音声970mW | 水平偏波 | 岩手県       | -                 | -          |
| 44              | IBC 岩手放送           | 映像1W/ 音声250mW | 映像3.9W/ 音声970mW | 水平偏波 | 岩手県       | -                 | -          |
| 46              | NHK 盛岡総合           | 映像1W/ 音声250mW | 映像3.9W/ 音声970mW | 水平偏波 | 岩手県       | -                 | -          |
| 48              | NHK 盛岡教育           | 映像1W/ 音声250mW | 映像3.9W/ 音声970mW | 水平偏波 | 全国         | -                 | -          |

- 所在地： デジタルテレビ放送に同じ
- 2011年7月24日をもってすべて廃止される予定だったが、3月11日に発生した東日本大震災の影響により、2012年3月31日に延期された。